# Zbrodnia w Strzelcach
Zbrodnia w Strzelcach i Tuchaniach – zbrodnia dokonana we wsi Strzelce i Tuchanie 26 maja 1943 na cywilnej ludności ukraińskiej przez oddział Kedywu Armii Krajowej.
Spalono kilkadziesiąt gospodarstw. Zdaniem Mychajła Hornego liczba ofiar łącznie w Tuchaniach i Strzelce wyniosła 28 osób (22 w Strzelcach i 6 w Tuchaniach), w tym 26 mężczyzn i 2 kobiety. Rannych zostało 8 osób (5 w Strzelcach i 3 w Tuchaniach). Według raportu niemieckiej policji w Strzelcach zabito 17 osób a w Tuchaniach 6. Występujące niekiedy w literaturze informacje o 54 i więcej ofiarach najprawdopodobniej wliczają ofiary zbrodni w Mołożowie, Nabrożu i kilku innych miejscowościach.
Atak na Strzelce był odwetem polskiego podziemia za niemiecką akcję Ukraineraktion, dokonywaną często przy udziale Ukraińskiej Policji Pomocniczej. Strzelce i Tuchanie były wsiami częściowo zasiedlonymi przez ukraińskich przesiedleńców.